# Theakston
Theakston is een civil parish in het bestuurlijke gebied Hambleton, in het Engelse graafschap North Yorkshire.